# Samuel Nacius
Samuel Nacius (* 30. April 1987 in Port-Margot) ist ein haitianischstämmiger Fußballspieler von den Turks- und Caicosinseln. Er spielt auf der Position des Stürmers.

## Karriere
2012 konnte Nacius mit Cheshire Hall die Meisterschaft feiern, er selbst wurde mit elf Toren Torschützenkönig. 2016 erreichte er mit Full Physic, einem 2015 neu gegründeten Verein, den zweiten Platz und verpasste dabei mit einem Punkt Rückstand knapp die zweite Meisterschaft seiner Karriere. Nacius erzielte 21 Treffer und trug erheblich zum erfolgreichen Abschneiden seiner Mannschaft bei.

## Erfolge

### Verein
- Meister der Provo Premier League: (1)
  - 2012 (mit Cheshire Hall)

### Individuell
- Torschützenkönig der Provo Premier League: (2)
  - 2012 (mit Cheshire Hall) (11 Tore)
  - 2016 (mit Full Physic) (21 Tore)